# Entropía condicional
La entropía condicional es una extensión del concepto de entropía de la información a procesos donde intervienen varias variables aleatorias no necesariamente independientes.

## Definición
Supóngase que {\displaystyle \scriptstyle X} es una variable aleatoria sobre un espacio de probabilidad {\displaystyle \scriptstyle \Omega \,} y {\displaystyle \scriptstyle A\subset \Omega } sea un evento. Si {\displaystyle \scriptstyle X} toma valores sobre un conjunto finito {\displaystyle \scriptstyle \{a_{i}|1\leq i\leq m\}}, se define de manera natural la entropía condicional de {\displaystyle \scriptstyle X} dado {\displaystyle \scriptstyle A} como:

{\displaystyle H(X|A)=\sum _{k=1}^{m}P(X=a_{k}|A)\ln P(X=a_{k}|A)}

De la misma manera si {\displaystyle \scriptstyle Y} es otra variable aleatoria que toma valores {\displaystyle \scriptstyle b_{k}} se define la entropía condicional {\displaystyle \scriptstyle H(X|Y)} como:

{\displaystyle H(X|Y)=\sum _{j}H(X|Y=b_{j})P(Y=b_{j})}

Puede interpretarse la anterior magnitud como la incertidumbre de {\displaystyle \scriptstyle X} dado un valor particular de {\displaystyle \scriptstyle Y}, promediado por todos los valores posibles de {\displaystyle \scriptstyle Y}.

## Propiedades
- Trivialmente se tiene que {\displaystyle \scriptstyle H(X|X)=0}
- {\displaystyle \scriptstyle H(X|Y)=H(X)} si {\displaystyle \scriptstyle X} e {\displaystyle \scriptstyle Y} son variables independientes.
- Dadas dos variables que toman un conjunto finito de valores: {\displaystyle \scriptstyle H(X,Y)=H(Y)+H(X|Y)=H(X)+H(Y|X)}
- Como consecuencia de lo anterior y de que {\displaystyle \scriptstyle H(X,Y)\leq H(Y)+H(X)}, se tiene: {\displaystyle \scriptstyle H(X|Y)\leq H(X)}.